# Égaliseur
 (mars 2020).
Si vous disposez d'ouvrages ou d'articles de référence ou si vous connaissez des sites web de qualité traitant du thème abordé ici, merci de compléter l'article en donnant les références utiles à sa vérifiabilité et en les liant à la section « Notes et références ».
Cet article concerne le traitement du son. Pour le concept mathématique, voir Égaliseur (mathématiques).

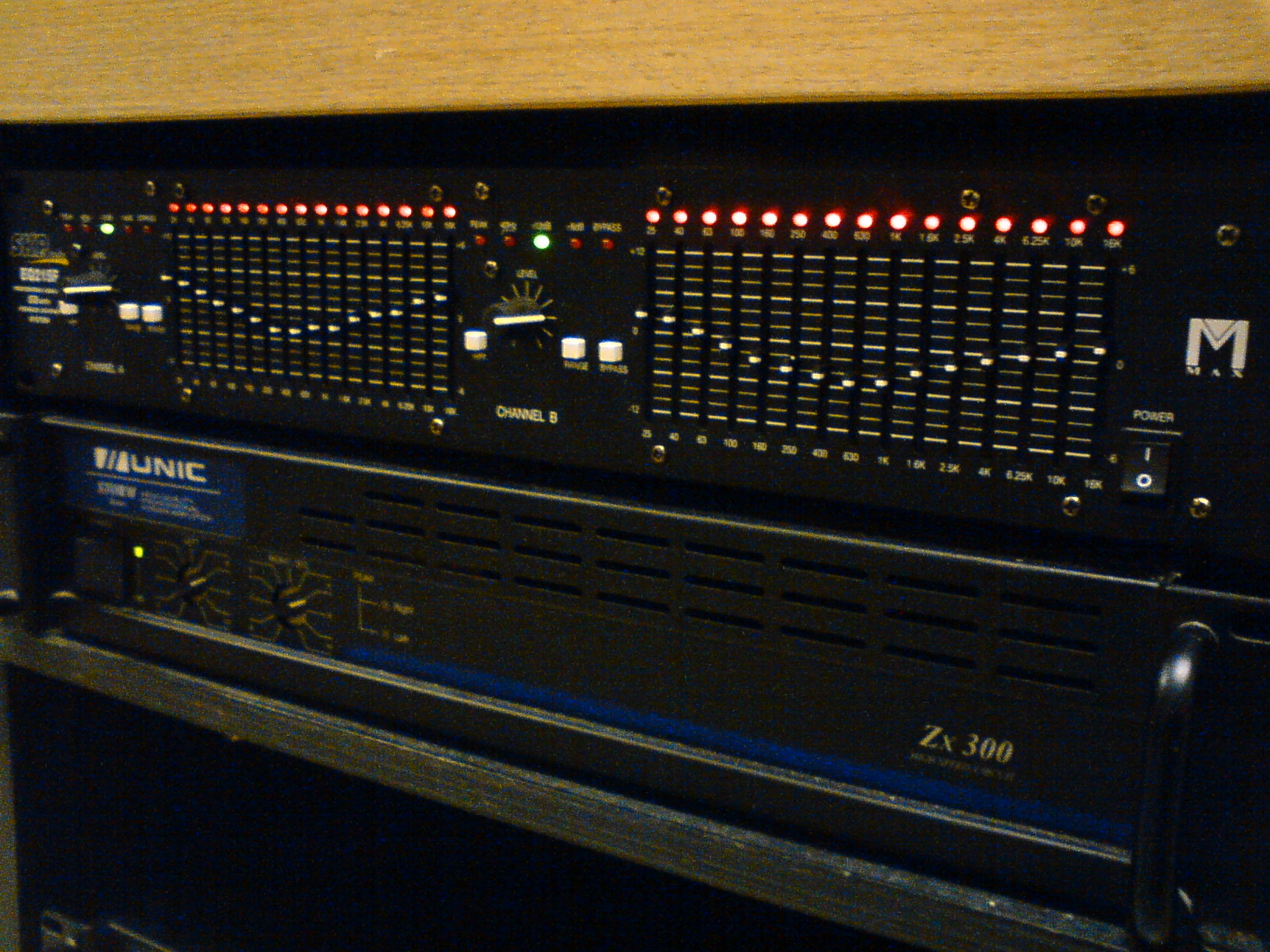
Egaliseur graphique stéréo 15 bandes

Un égaliseur (equalizer, equaliser ou « EQ » en anglais) ou correcteur de timbre est un appareil ou logiciel de traitement du son. Il permet de filtrer ou d'amplifier différentes bandes de fréquences composant un signal audio. Ce type de traitement peut être utilisé lors de la prise de son, du mixage ou de la sonorisation. L'égaliseur peut être analogique ou numérique, sous forme d'équipement ou de logiciel (notamment en option plug-in).

## Principes
Une source sonore est composée d'une multitude d'ondes sonores réparties sur un large spectre de fréquences audio. L'être humain adulte perçoit ainsi en moyenne une plage de fréquence allant de 20 Hz à 20 kHz. Il est possible de distinguer et isoler certaines bandes de fréquences afin de leur appliquer un traitement spécifique. En agissant sur une plus ou moins large gamme de fréquences : son graves, médium, aigus, la correction permet d'atténuer ou au contraire de renforcer le timbre du son.
À la différence des correcteurs les plus souvent rencontrés sur les amplificateurs Hifi, autoradios, téléviseurs, etc., les égaliseurs interviennent sur des bandes précises et sont généralement plus performants, en particulier pour renforcer certaines fréquences sans trop générer de nuisances (souffle, bruit de fond, saturation, distorsion...). Les égaliseurs professionnels les plus perfectionnés peuvent isoler et traiter des bandes de fréquences très étroites, ce qui permet par exemple, d'atténuer ou au contraire de renforcer la « présence » d'un instrument de musique, d'une voix, de bruits, de souffle, de vibrations, etc.

## Historique
Depuis le correcteur Baxandall (correcteur de graves et d'aigus fonctionnant autour de la fréquence centrale de 1 kHz) jusqu'au célèbre Pultec EQP-1A, les correcteurs ont évolué au fil des progrès technologiques de l'audio analogique. Le numérique et l'informatique spécialisée ont permis l'apparition de correcteurs logiciels spécifiquement adaptés à cette application.

## Descriptif
Plusieurs types d'égaliseurs sont exploités. Le correcteur le plus simple et le plus répandu exploite 2 ou 3 filtres — grave, médium, aigus — pour traiter sélectivement la bande. Ils sont présents sur les amplificateurs hifi, les autoradios, les guitares électriques ou encore sur les tables de mixage. 
Les dispositifs électroniques de correction plus perfectionnés peuvent être assimilés à la gamme des égaliseurs dits « graphiques », adjectif symbolisant l'effet produit lorsqu'on analyse le son : l'impact graphique en bosse ou en creux est révélateur du traitement : chaque bande de fréquence influence directement la courbe sonore produite.
Pour la sonorisation, le type d'égaliseur le plus fréquemment utilisé est de type graphique une ou deux fois 31 bandes. Chaque voie droite / gauche est traitée séparément mais en relative adéquation l'une par rapport à l'autre. Chaque réglage traite l'équivalent de 2/3 d'octave, c'est-à-dire l'équivalent de 8 touches d'un piano (par exemple, du Do au Sol comprenant toutes les notes et dièses intermédiaires). Il existe toutefois des égaliseurs plus ou moins étendus, généralement allant de 5 à 64 bandes composant le signal sonore. Plus les réglages sont nombreux, plus la correction possible est précise.

### Filtres
Le filtre est un dispositif électronique ou traitement logiciel qui permet de réduire jusqu'à pratiquement supprimer tout ou partie d'une portion des fréquences du signal audio.

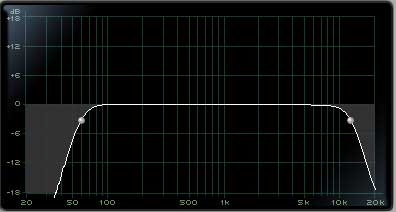
Filtre Passe-bande.

Passe-haut, passe-bas ou passe-bande. Deux paramètres sont ajustables :
- la fréquence d'articulation, fréquence de base à partir de laquelle s'applique la correction.
- la pente, qui agit sur l'intensité du traitement, souvent définie en « dB atténués par octave » : de 6 à 24, 32 ou 64 décibels par octave.

D'autres traitements appelés filtres interviennent pour la conversion analogique vers numérique ou inversement. Pour la numérisation ou l'échantillonnage des signaux, lors de la compression ou pour la conformité des normes de diffusion comme MPEG, des filtres de type anti-aliasing sont censés atténuer les artéfacts et les problèmes générés lors des opérations complexes de traitement audio. D'autres types de traitements numériques sont également appliqués mais il s'apparentent plus à des effets spéciaux qu'à des filtres correcteurs.

### L'égaliseur graphique
L'égaliseur dit « graphique » doit son nom au fait qu'il est composé de curseurs en ligne (potentiomètres linéaires communément appelés « faders »), positionnés conformément au spectre sonore. Les curseurs situés à gauche traitent les fréquences basses (graves), ceux du centre traitent les gammes médium, et à droite sont situés les réglages affectant les signaux aigus (fréquences hautes). En un coup d'œil, on évalue l'effet globalement appliqué sur le signal source dans toutes les plages de fréquences.
Selon les modèles, le niveau de gain / atténuation est compris entre plus ou moins 6 dB voire jusqu'à +/-12 dB par bande pour les dispositifs professionnels. La performance qualitative d'un égaliseur se mesure d'une part à l'étendue et à la précision des réglages intégrés, d'autre part à la présence ou non de perturbations générées par l'appareil lui-même (bruit de fond, distorsion, artefacts numériques, etc.).
Un égaliseur graphique se distingue selon le nombre de ses curseurs et selon les fréquences sur lesquelles ils agissent. Par exemple :
- égaliseur 31 (32) bandes :

| Fréquence centrale [Hz] | (16) | 20 | 25 | 32 | 40 | 50 | 63 | 80 | 100 | 125 | 160 | 200 | 250 | 315 | 400 | 500 | 630 | 800 | 1k | 1.25k | 1.6k | 2k | 2.5k | 3.15k | 4k | 5k | 6.3k | 8k | 10k | 12.5k | 16k | 20k |

- égaliseur 15 (16) bandes :

| Fréquence centrale [Hz] | (16) | 25 | 40 | 63 | 100 | 160 | 250 | 400 | 630 | 1k | 1.6k | 2.5k | 4k | 6.3k | 10k | 16k |

- égaliseur 10 (11) bandes :

| Fréquence centrale [Hz] | (16) | 32 | 63 | 125 | 250 | 500 | 1k | 2k | 4k | 8k | 16k |

- égaliseur 5 bandes:

| Fréquence centrale [Hz] | 60 | 250 | 1k | 3,5k | 10k |

Les deux filtres extrêmes ne sont pas des passe-bande mais un coupe-bas et un coupe-haut (la fréquence affichée est alors la fréquence de coupure).
Les égaliseurs 2 × 31 bandes sont souvent accompagnés de filtres coupe-bas et coupe-haut paramétriques et d'un potentiomètre de gain permettant de réajuster le niveau général (« volume ») après traitement.

### L'égaliseur paramétrique

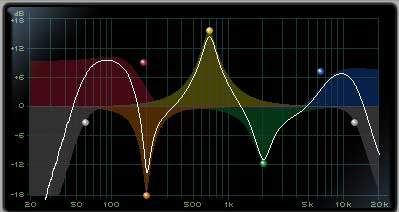
égaliseur paramétrique.

Afin d'augmenter le nombre de bandes intermédiaires à traiter avec plus de nuance et de précision, l'égaliseur paramétrique permet de :
- Sélectionner le type de filtre à appliquer (passe-haut, passe-bas, passe-bande, coupe-bande)
- Déterminer la fréquence centrale ou fréquence de coupure (en conformité avec les filtres appliqués)
- Fixer l'étendue de la bande exploitée, de part et d'autre de la fréquence centrale (facteur de précision et de nuance)
- Choisir le gain appliqué au filtre

Le paramétrique offre de nombreux avantages comme la compacité (Jusqu'à 4 égaliseurs sont intégrés dans un châssis disposé dans un rack) mais il accuse un défaut : il est très délicat à régler, surtout sans appareil de mesure professionnel (analyseur de spectre audio). L'indication graphique ne figure pas sur le dispositif car seuls 3 boutons (potentiomètres) et un commutateur le plus souvent rotatif pour la sélection des filtres figurent les réglages. Cet effet est intégré sur certains appareils destinés à l'animation musicale (DJ).

### Le coupe-bande
Spécifique, le filtre coupe-bande, filtre cloche ou en anglais Notch, exploite un traitement sur une portion de bande (Q) très étroite avec une atténuation très élevée. Son emploi consiste à isoler et extraire très précisément certaines fréquences gênantes ciblées, sans trop altérer le reste du signal. 

### L'égaliseur semi-paramétrique
Certains équipements de sonorisation ou de prise de son comme les tables de mixage exploitent des filtres "semi-paramétriques", extension plus fine des réglages graves/aigus de base. Ainsi, on reprend l'intérêt de l'égaliseur paramétrique en exploitant la compacité de l'égaliseur graphique pour lequel la fréquence centrale peut être sélectionnée en rajoutant un ou plusieurs boutons (potentiomètres).

### Évolution des égaliseurs
Les progrès industriels réalisés grâce à la microélectronique, au numérique et aux logiciels depuis les années 1990 ont permis de développer de nouvelles possibilités de traitements audio :
- Le correcteur en peigne agit sur une fréquence donnée et les composantes harmoniques qui l'enrichissent (rangs d'harmoniques paires et/ou impaires).
- L'analyse numérique automatique et instantanée des caractéristiques du signal audio et la détection/application d'un courbe de correction optimisée (en) Wizard.
- L'égalisation dynamique numérique ((en) en:Adaptive equalizer) qui permet des variations multiples et successives de corrections, conformément à des réglages généraux prédéterminés (algorithmes).

## Utilisation

### Enregistrement sonore
Il y a deux types d'enregistrements:
- Enregistrement directement dans le format final de diffusion (sans mixage à la suite): dans ce cas, on dira que les corrections (« EQ ») sont destructives (définitives).
- Enregistrement multipiste qui, immanquablement, sera suivi d'un mixage, dans ce cas les corrections dites destructives se cantonneront à des EQ non rédhibitoires et sans danger. En 1972 l'apparition des consoles in line[2] va résoudre ce problème.

### Mixage
Après l'enregistrement ou la fabrication du programme audio, le mixage pourra utiliser toutes les corrections jugées utiles par le mixeur.

### Sonorisation
Un égaliseur sert beaucoup en sonorisation. Ce paragraphe présente les principales utilisations d'un égaliseur.

#### Branchements
Ce paragraphe concerne la sonorisation d'un concert et requiert l'usage d'égaliseurs 31 bandes ou paramétriques.
l'égaliseur se branche :
- sur les retours de scène afin d'éviter les larsens
- en entrée de table pour corriger la tonalité d'un instrument et/ou étager ces derniers. Ce branchement est cependant rarement effectué puisque toutes les tables intègrent au minimum un « mini-égaliseur » 3 bandes, qui permet de résoudre la plupart des problèmes.
- en sortie de table : pour colorer le son et l'adapter à la pièce à sonoriser.

#### Larsen-killer
En concert, les chanteurs doivent bien s'entendre pour chanter juste. Aussi ont-ils des retours, c’est-à-dire des haut-parleurs qui leur renvoient leur propre voix. Souvent, le son émis par le haut-parleur est capté par le micro du chanteur, amplifié, et restitué encore plus fort par le haut-parleur, recapté... et ainsi de suite. Finalement, on obtient un bruit assourdissant : le larsen.
Pour éviter ces larsens, des effets spéciaux, appelés « Larsen-killers » ont été développés : ils détectent la fréquence critique, et désamorcent tout larsen (avec un filtre « Notch »). Cependant, il est aussi possible d'utiliser un égaliseur en « larsen-killer », c'est d'ailleurs une de leurs principales utilisations en concert.
Pour éviter les larsens, il faut brancher l'égaliseur entre la table de mixage retour, et les amplis retour. Il faut alors amplifier assez le son pour détecter la première fréquence d'accrochage (attention aux oreilles !), et couper la bande de fréquence concernée sur l'égaliseur. Dans le cas d'un égaliseur paramétrique, on mettra le facteur de qualité à son maximum afin d'atténuer uniquement la fréquence d'accrochage et laisser intactes les autres.
Une fois la première fréquence atténuée, recommencer le processus. À la fin, on aura gagné quelques décibels (jusqu'à une dizaine) d'intensité sonore : il n'y a pas de larsen, et le chanteur peut s'entendre.

#### Coloration instrumentale
On met généralement un égaliseur pour renforcer certaines harmoniques d'un instrument (souvent, ces égaliseurs sont déjà intégrés sur les guitares électriques ou acoustiques et permettent de modifier beaucoup la sonorité de l'instrument).
Cependant, dans la plupart des cas, un égaliseur 3 bandes (graphique) est largement suffisant et déjà intégré sur une table de mixage. Une égalisation plus fine sera faite surtout dans le cadre d'un enregistrement « studio ».

#### Coloration générale
Il y a deux raisons à colorer un son :
- Le lieu ou se déroule un concert privilégie certaines fréquences. On va donc adapter le son afin qu'il fasse moins « brouillon ». Pour cela on utilise un analyseur de spectre  : il génère un bruit rose et un micro placé au milieu du lieu de concert donne les fréquences qui sont plus ou moins atténuées par rapport au bruit rose initial. L'égaliseur est donc réglé de manière à renforcer ces fréquences ou à les diminuer de façon à retrouver le bruit rose initial.
- Le son a des interactions différentes avec le corps humain selon les fréquences  : les infragraves font bouger la poitrine et les aigus donnent une impression de netteté au son, par exemple. C'est pourquoi, on peut intentionnellement modifier un son comme pour la musique techno où les basses et aigus sont renforcés (réglage « sourire » sur un égaliseur graphique).

#### Étagement des instruments
Souvent des instruments de musique ont des harmoniques qui se chevauchent. Cela donne une impression de confusion. Pour éclaircir le son, on renforce certaines harmoniques pour un instrument, on les coupe dès qu'elles sont inutiles (aigus pour la grosse caisse par exemple). Lorsqu'on veut faire ressortir un instrument, on aura aussi tendance à augmenter le volume de sa fondamentale.